# Geographie der Ukraine
Die Geographie der Ukraine ist im Wesentlichen von Zonen geprägt, die in West-Ost-Richtung verlaufen. Das Land gehört zur Osteuropäischen Ebene und den Karpaten.

## Naturräumliche Gliederung

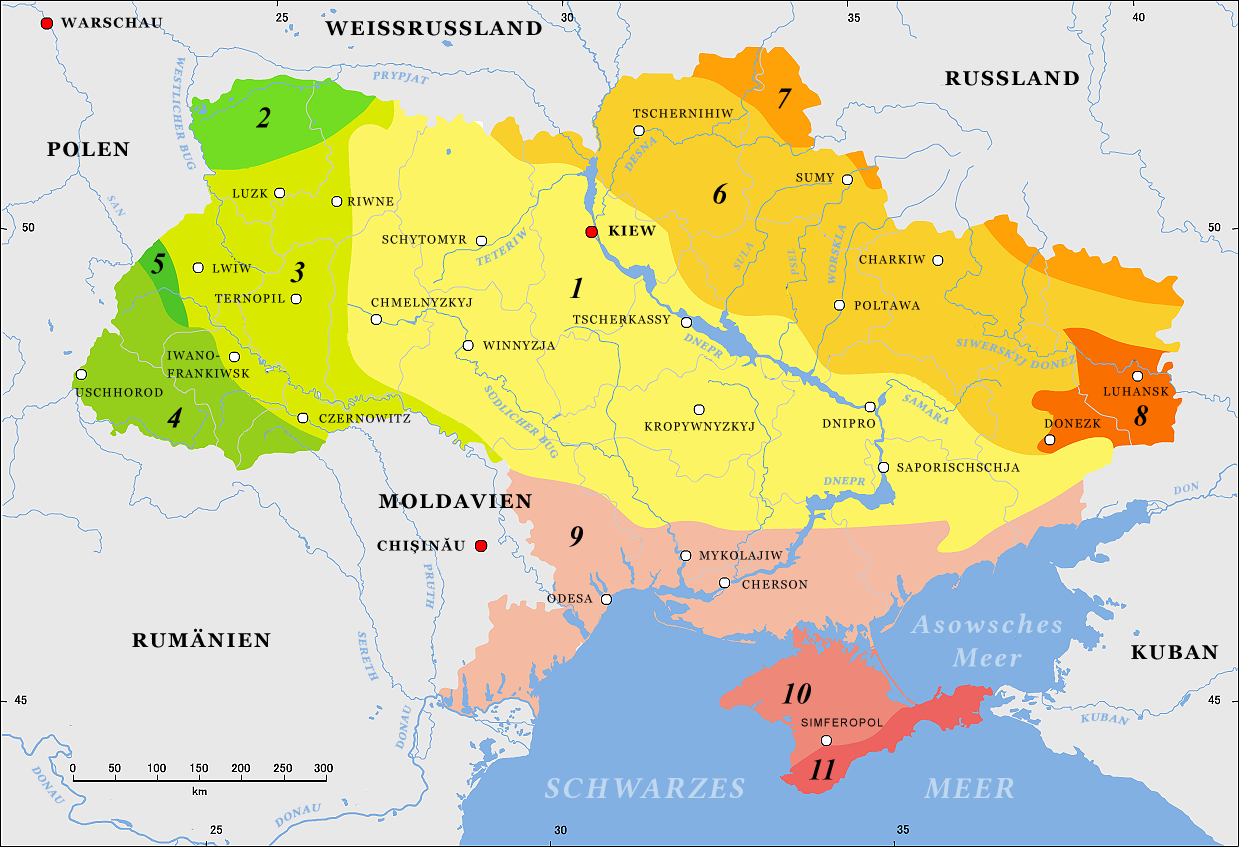
Naturräumliche Gliederung der Ukraine:
① Ukrainischer Schild
② Koweler Moränenrücken
③ Wolhynisch-Podolische Platte
④ Karpaten Falten- und Überschiebungsgürtel
⑤ Westeuropäische Tafel (Ukrainischer Teil)
⑥ Dneprtiefland
⑦ Woronesch-Anteklise
⑧ Donezbecken
⑨ Schwarzmeersenke
⑩ Sarmatischer Kraton oder Skythische Platte
⑪ Krimgebirge, ein Teil des Kimmerischen Faltengürtels

Das Land unterteilt sich in folgenden Nutzflächen: Wald 16,1 %, Ackerland 56,0 %, Wiesen und Weiden 13,9 %, sonstige 10 % (Stand: 2020). 4 % der Landesfläche sind Wasserflächen (Seen und Flüsse).

### Koweler Moränenrücken
Ganz im Norden, im ukrainisch-belarussischen Grenzgebiet, rund um die Stadt Kowel hat das Land Anteil an den Prypjat-Sümpfen. Die Endmoränenlandschaft hat hier Anteil an Polesien, einem vier Zonen überschreitenden kulturellen und geographischen Raum.

#### Polesien

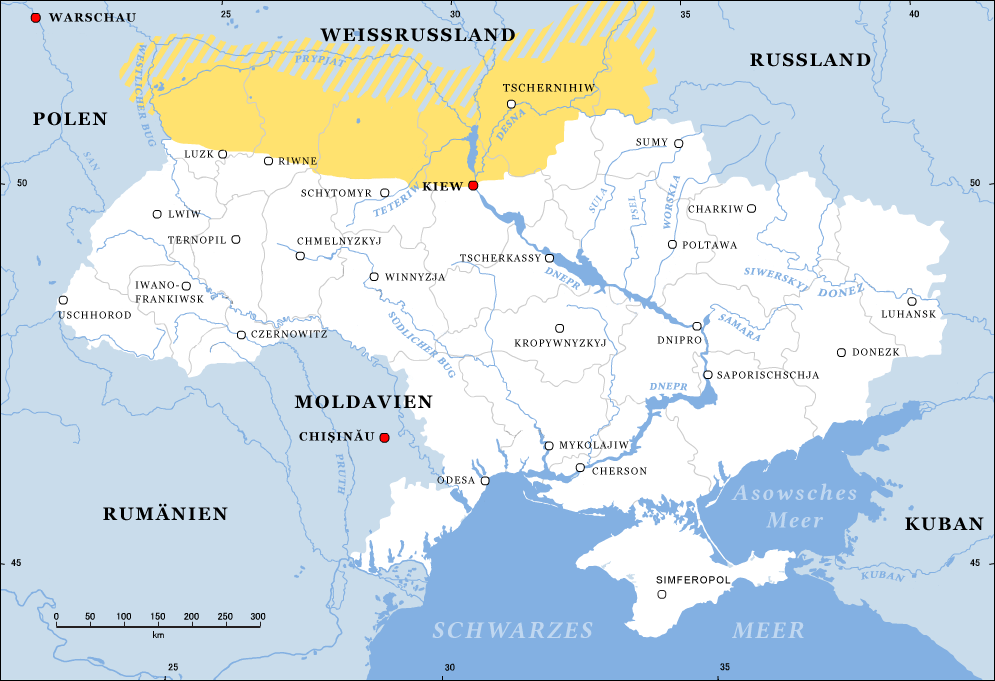
Polesien erstreckt sich über 4 Zonen

Das polesische Gebiet wurde aufgrund einer Eiszeit stark verändert. Dies brachte Änderungen in der Oberflächengestalt mit sich, was sich auch auf die  Wohnbevölkerung auswirkte. So eignete sich nach der Eiszeit (vor 11.600 bis 11.700 Jahren) Polesien in geografischer Hinsicht gegenüber der Steppe besser für menschliches Leben. Die Menschen konnten dort im Laufe der Geschichte besser Schutz im unzugänglichen Gelände finden und sich so vor feindlichen Überfällen und vor fremden Einflüssen schützen. Dies kann in der belarussischen und ukrainischen Ethnogenese zurückverfolgt werden.
Weiter südlich im Koweler Moränenrücken folgt der Mischwaldstreifen (Polesien), darauf der Streifen, der wegen seines niedrigen Niveaus im Westen Podolien, im Ostteil Dnepr-Donez-Riftzone genannt wird. Diese Senke überschneidet sich mit der Waldsteppenzone.

### Wolhynische-Podolische Platte

#### Podolische Platte
Südlich des Koweler Moränenrückens und der Sümpfe schließt sich in der Zentral- und Ostukraine das Steppengebiet an. Der Westteil der Steppe verläuft angrenzend an die Podolische Platte ③ die äußeren Ostkarpaten ④, die von Nordwesten nach Südosten ziehen. Der Hauptteil des gesamten Landes besteht aus ebenem oder leicht hügeligem Gelände, das von Wald, Waldsteppe und Steppe bewachsen ist. Die zweite Hälfte des zusammenhängenden Steppengebietes befindet sich im Osten auf dem sogenannten Ukrainischen Schild ①.

#### Wolhynische Platte
In der Westukraine befindet sich die Wolhynische Platte ③, diese gliedert sich in die Wolhynischen Höhen (um die Stadt Riwne, um 220 bis 250 m) und die Podolischen Höhen (im Westen und Südwesten) das Terrains. Es schließt mit dem Kamulaberg als höchste Erhebung, mit 471 m ab.

### Karpaten Falten- und Überschiebungsgürtel
Die Karpaten mit der 2061 m hohen Howerla, sowie das Bergland der Halbinsel Krim mit Bergen bis zu 1545 m Höhe (Roman Kosch) heben sich vom flachen Land auffällig ab. Weitere Berge sind der Brebeneskul mit 2038 m, der Pip Iwan mit 2028 m und der Petros mit 2022 m Höhe.
Der Karpaten Falten- und Überschiebungsgürtel ist eine bogenförmige tektonische Zone mit großförmigen strukturellen Erhebungen. Die Karpaten sind außen von einer Bergkette umgeben. Geomorphologisch sind sie ein Teil der äußeren Karpaten. Geologisch ist das Gebiet ein dünnhäutiger Schiebungsgürtel, durch höhlenförmig gebildete Decken, bestehend aus Schichten in Falten – alternierend kommen hier Meeresablagerungen von Tonsteinen, Schiefer und Sandsteine vor, die aus ihrem Substrat abgelöst und Dutzende Kilometer nach Norden verschoben wurden. Der Faltengürtel ist eine neogener vulkanischer Komplex, eine tektonische Zone, welche am gesamten Karpatenbogen verläuft.

### Höhenzüge und Platten

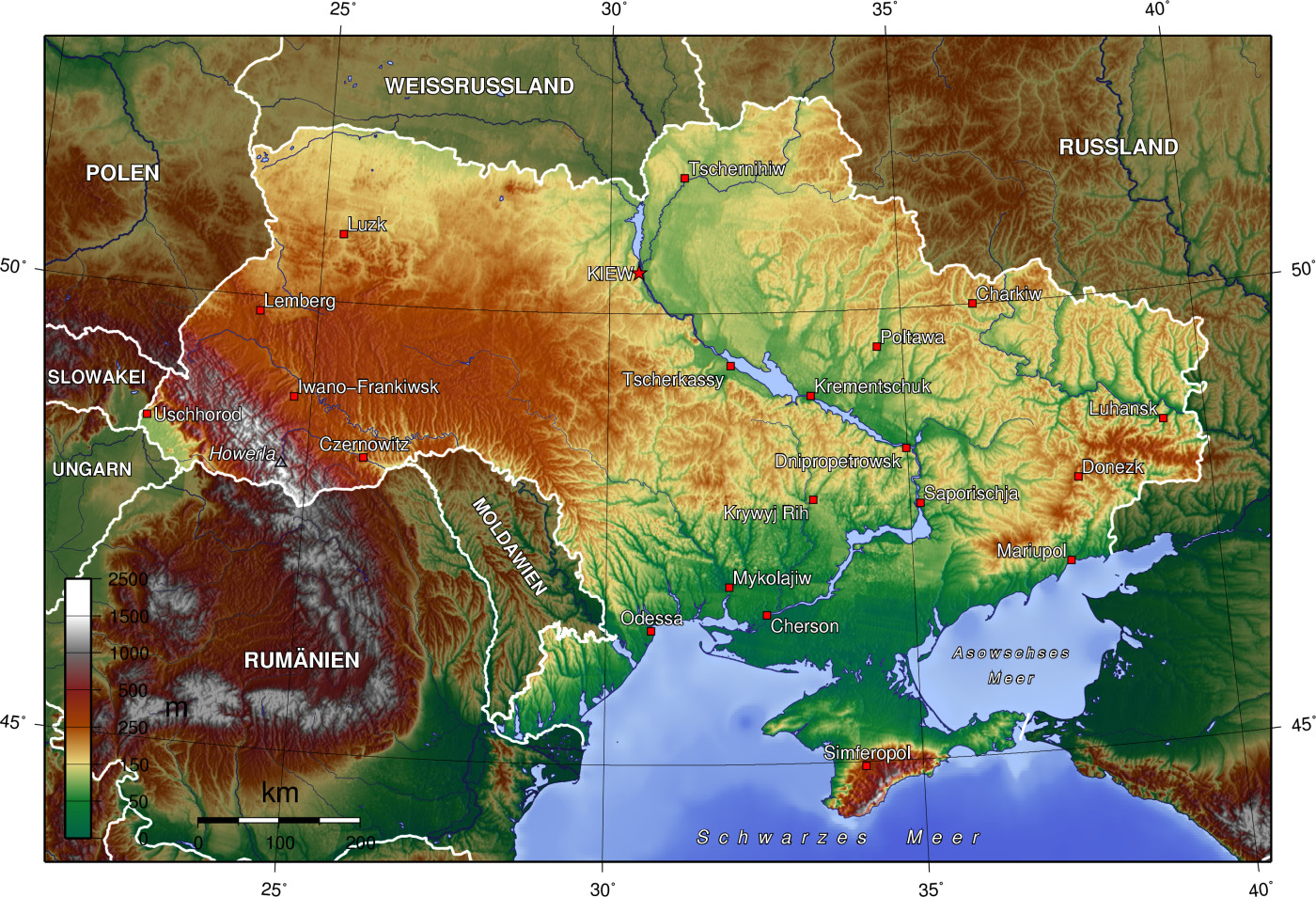
Topographie der Ukraine

Betrachtet man eine Karte der Region  heben sich deutlich außer dem Timanrücken und der Donezplatte drei fast meridional verlaufende Höhenzüge hervor. Es sind die Wolynisch-Podolische Platte und deren östliche Verlängerung, das Dneprhochland, die Mittelrussische und die Wolgaplatte mit ihrer Fortsetzung, dem Jergenihügel. Diese Höhenzüge werden durch die tiefer liegenden Flächen der Dnepr- und Oka-Don-Niederung voneinander getrennt. 
Am Ufer des Schwarzen und Asowschen Meeres erstreckt sich die Schwarzmeer-Niederung ⑨. Somit ist die Rolle der tektonischen (orographischen) Faktoren bei der Reliefformenbildung der Osteuropäischen Ebene verhältnismäßig groß. Jedoch stärker als die tektonischen Elemente wirken die äußeren physisch-geographischen Kräfte auf das Relief ein, wie die Meerestransgressionen, die quartäre Vereisung und die Flusserosion.
Das Bild der Ebene in ihrer Nordhälfte ist gestaltet durch die Tätigkeit des Eises. Zu Beginn des Quartärs wurde eine weite Fläche des Europäischen Teils der Ukraine wiederholt vom Eise bedeckt, das von Nordwesten, von den Höhen Skandinaviens, vorrückte. Zur Zeit der größten Vergletscherung erstreckte sich das Eis in zwei Zungen in den Tälern des Dnepr und Don nach Süden (am Dnepr bis jenseits der Worskla, am Don bis zur Medwediza).
Im Osten der Ukraine befindet sich eine weitere markante geomorphologische Struktur: Die Donezplatte (mit einer Höhe von bis zu 369 m), die ein welliges Plateau darstellt und durch eingeschnittene Täler und Schluchten (Owrag und Balka) gegliedert ist.
Im Süden befindet sich auf der Halbinsel Krim eine weitere Erhebung: Das Krimgebirge ⑪ verläuft von Südwesten nach Nordosten an der Südküste der Halbinsel mit einer Länge von etwa 150 km und einer Breite von fast 50 km. Die Westhälfte des Gebirges ist am höchsten. Hier erhebt sich der flache Gipfel des „Roman Kosch“ (1543 m) und der höchste Wasserfall der Ukraine, der Utschan-Su-Wasserfall befindet sich in dieser Region. Nach Osten hin nimmt die Höhe ab. Es gibt gleichfalls Aufschlüsse vulkanischer Gesteine und Lakkolithen (z. B. das Massiv des Ajudag bei Hursuf). Das heutige Krimgebirge entstand durch eine kuppelförmige Hebung eingeebneter, alter Berge im oberen Tertiär und Quartär, deren Aufbau sich durch zahlreiche Brüche und Verwerfungen komplizierte. Der Hauptrücken der Krim wird durch die Kette von Tafelmassiven (Jaila) gebildet, die aus mächtigen Kalksteinschichten zusammengesetzt sind und Karstformen enthalten (Trichter, Höhlen, Einsturzdolinen). Im Osten lässt sich der Hauptrücken in zahlreiche kleine, von Verwerfungen und von der Erosion gegliederten Ketten und Massive auf, die sich flach nach Norden neigen und mit einer scharfen Steilstufe nach Süden zum Meer abbrechen.
Im Südwesten der Ukraine befindet sich bei Dilowe der 1887 errechnete Mittelpunkt Europas. Hier erheben sich die Karpaten, welche sich nur zu einem Teil in der Ukraine befinden.  Die Berge sind in einigen parallelen Ketten angeordnet, die von Nordwesten nach Südosten verlaufen und eine Höhe von 600 m bis 2000 m haben. Am Nordfuß der Karpaten liegt eine Vorgebirgszone mit Hügeln und Plateaus von 300 m bis 500 m Höhe. Die Landschaft trägt vorwiegend Mittelgebirgscharakter. Die Berge sind durch tiefe Quer- und Längstäler gegliedert, die Gipfel und Hänge flach und bewaldet. Steile Felsengipfel und -ketten treten im zentralen Teil des Gebirges auf, welches Gorgane genannt wird, mit Höhen von bis zu 1800 m. Die Schwarzen Berge (Tschornohora) auf der südlichen Wasserscheide haben ebenfalls Felsformen, die durch die quartäre Vergletscherung geschaffen wurden. Hier erreichen die ukrainischen Karpaten mit der Howerla ihre größte Höhe (2061 m).
Der Südhang der Ukrainischen Karpaten liegt in der Transkarpaten-Ukraine. Dieser Hang ist stark durch die Nebenflüsse der oberen Theiß zerschnitten, senkt sich zu der Niederung an der mittleren Donau und wird von ihr durch vulkanische Randketten und Gipfel mit Höhen von 1000 m bis 1086 m getrennt. Zur Transkarpaten-Ukraine gehört ferner eine kleine Niederung am Fuß des Gebirges.

### Niederungszonen
Die randlichen Niederungszonen, welche während der quartären Vergletscherung entstanden, lassen sich in zwei Bereiche von Landschaftstypen einteilen: 1. Die weiten, ebenen Niederungen bestehen aus Sandablagerungen, die von den Wasserströmen der schmelzenden Gletscher (fluvioglaziale Ablagerungen) ausgebreitet wurden, sowie aus Alluvialsanden. Diese Niederungen sind stark versumpft. Als klassisches Gebiet für eine derartige Landschaft gilt die riesige Polessje-Senke im Flussgebiet des Pripjat. 2. Im Bereich der Gletscherzungen aus der maximalen (Riss-)Vereisung liegen die Niederungen am Dnepr und am Don mit Spuren von Moränenablagerungen, mit einer Deckschicht lößartiger, sandiger Lehme und mit breiten Terrassen an den Flusstälern, die am stärksten am linken Dnepr-Ufer entwickelt sind.
Im Süden der Ukraine zeichnet sich die Geomorphologie durch Niederungsebenen aus die mit breiten Flusstälern und ausgeprägten Mikroreliefformen, die für Steppengebiete durch Hohlformen verschiedenen Art („Pad“, „Pod“, „Sapadina“, „Bljudze“ – Schüssel) charakteristisch sind. Folgende 3 Ebenen fallen unter diese Gruppe: 1. Die Schwarzmeer-Lösebene: Sie liegt an der Nordküste des Schwarzen und Asowschen Meeres. 2. Eine geeignete Lößebene erstreckt sich am linken Dnepr-Ufer in den Flussgebieten der Sula, des Psel und der Worskla. Südlich der „Poltawstschina“ (Oblast Poltawa) vereinigt sie sich mit der Lößebene des Schwarzen Meeres. 3. Einen wellige und geneigte Ebene reicht auf der linken Uferseite der Wolga von der Kama nach Süden bis fast 50° n. Br. und besteht aus Syrt-Tonen.

### Waldgebiete
Der Wald ist, in Bezug auf das Dnepr-Becken, recht uneinheitlich verteilt. Er erstreckt sich hauptsächlich auf den oberen Teil des Beckens und ist weniger im unteren Teil verbreitet. Dort wo Wald die Fläche bedeckt, ist er begrenzt auf kleine angelegte Plantagen und windbrechende Streifen um landwirtschaftliche Gebiete.
Der obere Teil des Dnepr-Beckens, nördlich der Ukraine, besteht aus einer uneinheitlichen Mischung von Wald und bedeckt eine Fläche von 3,2 Millionen Hektar. Wichtige Baumarten sind die Kiefer, hierbei handelt es sich um eine besonders wertvolle Art, sowie Birke und Espe (auch Zitterpappel genannt). Andere weitverbreitete Arten sind Eiche, schwarze Erle, Esche und Ahorn. Pflege und Unterhaltung vieler nicht wirtschaftlich genutzten Waldflächen ist dringend notwendig. So kann beobachtet werden, dass bewaldete Flächen an Fernstraßen, Eisenbahnlinien, entlang von Stromleitungen, vor allem aber auch in der Nähe von Siedlungen und Städten in großem Maße entfernt werden.
Der ukrainische Teil des Dnepr-Beckens ist mit 5 Millionen Hektar Wald bedeckt. Hierfür kann, durch landwirtschaftliche Bearbeitung, von einer Nutzholzmenge von 890 Mio. m³ ausgegangen werden. Die durchschnittliche Bewaldung ist relativ gering (17 %), im Gegensatz zum oberen Teil des Beckens, wo von 25%iger Bewaldung auszugehen ist. Eine regenerative Nutzung von Waldplantagen spielt im unteren Dnepr-Becken eine besondere ökologische Rolle, obwohl ihr Anteil am Gesamtwald gering ist, das sind 1 %, also überschlagen 40.000 Hektar.
Die naturbelassenen Waldreserven der Ukraine im Gebiet des Dnepr-Beckens sind in einem erbärmlichen Zustand. Das hängt damit zusammen, dass sich Waldgebiete oft im Einflussbereich industrieller Anlagen befinden. Als Folge der Nuklearkatastrophe von Tschernobyl sind 2,5 Mio. Hektar Wald in der Ukraine von radioaktiver Kontamination betroffen, außerdem sind 200.000 Hektar vom Zugang ausgeschlossen worden, über 165.000 Hektar liegen in der Sperrzone.

## Biologische Ressourcen

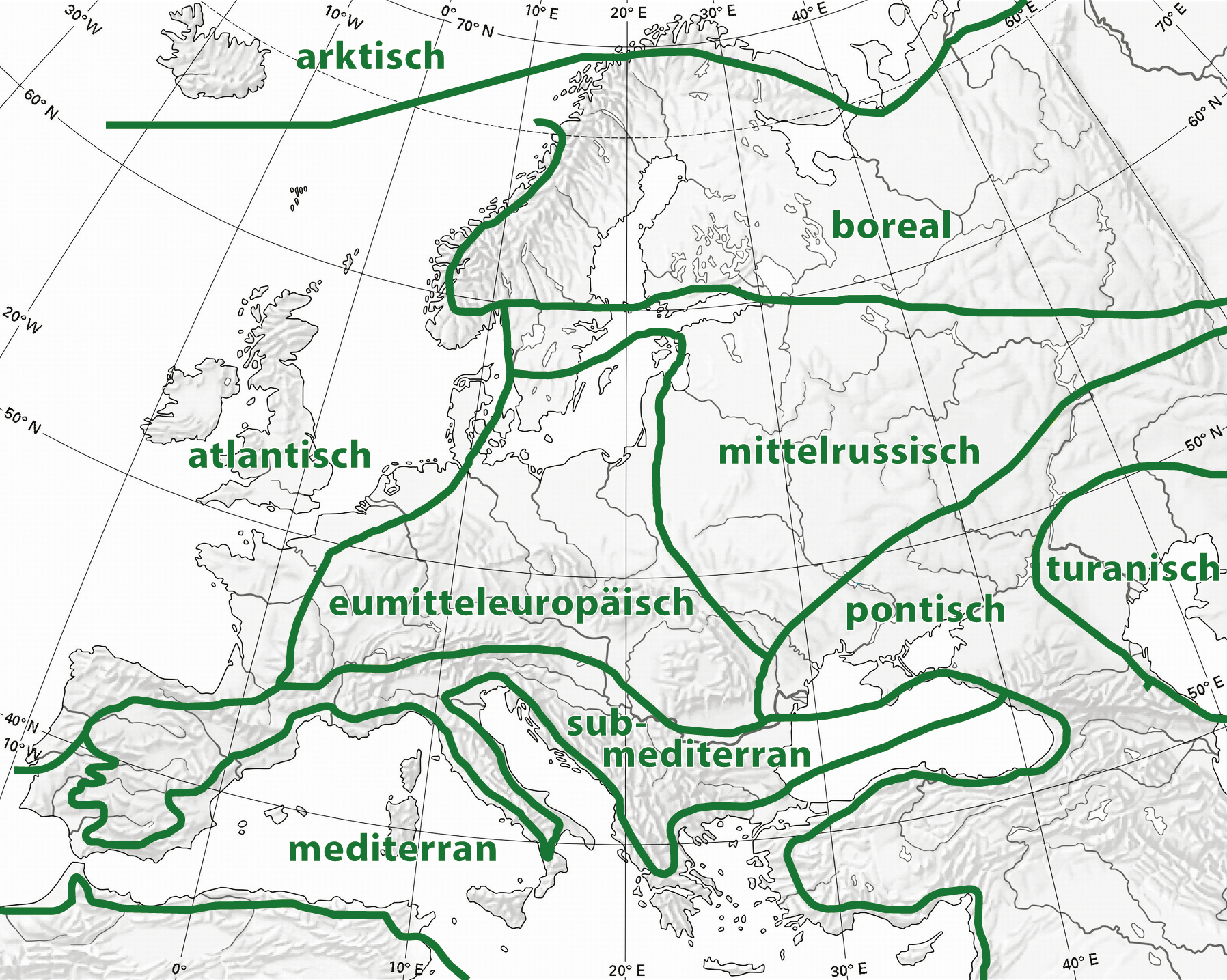
Europäische Florengebiete

Neben den (Wald-)Karpaten bildet des Dnepr-Becken ein einmaliges ökologisch autarkes System. Das Becken ist biologisch mannigfaltig, beherbergt ein Netzwerk von ökologisch stabilen Gebieten und ist Träger verschiedener natürlicher Prozesse. Das Einzugsgebiet und seine Teile fassen verschiedene miteinander agierende Mikro-Ökosysteme, welche eine Hauptrolle in Bezug auf Erhaltung der Artenvielfalt (Biodiversität) auf nationaler und europäischer Ebene spielen.
Das Prypjat-Becken, Polesien und die Auengebiete des Dnepr sind typische Beispiele für diese Ökosysteme. Die große Bedeutung der Auen des Prypjat werden deutlich in der Tatsache, dass sie aus einem nahezu ungestörtem System von Flüssen und Waldauen bestehen. Das Feuchtgebiet besteht aus den einzigen erhaltenen Auen, mit Wald und einer vegetativen Vielfalt und ist einzigartig mit seiner Teilen in Bezug auf seine geographische Stellung, seines Waldes, seines Unterholzes und der Pflanzenvielfalt.
Das Dnepr-Becken ist bekannt für eines der bedeutendsten Auengebiete in Europa. Es beheimatet Bewohner verschiedener Vögel und Tiere und ist ein kraftvoller Schutz gegen Hochwasserereignisse und Wasserdurchdringungen. Es fungiert ebenso als Hauptkohlesenke. Teile des Beckens sind ebenfalls international bekannt, das sie unter den Schutz der Ramsar-Konvention fallen. Dieses schließt die Naturschutzgebiete im mittleren Prypjat, die Prypjat-Auen und das Dnepr-Delta ein.
Die biologische Vielfalt zeigt sich in über 90 Fischarten (60 von ihnen leben nur im Dnjepr) überschlagen 182 Vogelarten und über 2500 Pflanzenarten.

## Bodenstruktur
Die Ukraine war schon zur Zeit der Zaren eines der fruchtbarsten landwirtschaftlichen Gebiete Europas. Das Land ist von einer dicken Schicht sehr fruchtbarer Erde dominiert, dem Schwarzerde-Gürtel (Tschoronozem), der im Waldsteppengebiet am mittleren Dnepr beginnt und weiter südlich im Steppengebiet seine größte Mächtigkeit erreicht. Schwarzerde-Böden bedecken 56 Prozent der Fläche der Ukraine. Große Teile davon werden als Ackerland genutzt.
Noch zu Beginn des letzten Jahrhunderts war dieser fruchtbare Lößboden bis zu drei Meter dick, heute erreicht die Stärke kaum mehr als die Hälfte. Die Ursache dafür ist Erosion durch übermäßige Beanspruchung und falsche Bepflügung durch die ehemaligen Kolchosen.
Doch auch heute noch ermöglicht dieser Boden große Erträge. Außer allen Getreidearten und Zuckerrüben wachsen verschiedene Gemüse- und Obstsorten. Eine intensive Kultivierung des Waldsteppen- und Steppengürtels hat die ursprüngliche Vegetation der Federgrassteppe fast verschwinden lassen. Nur das Gebiet Askanija-Nowa in der Umgebung von Cherson weist diese noch auf.
Die Askanija Nowa ist ein Naturschutzgebiet, in dem Tiere wie das Bison, Strauße und Przewalski-Pferde angesiedelt worden sind.
Das Gebiet um Donezk zeichnet sich durch reiche Kohlevorkommen aus. Ebenso befinden sich hier erhebliche Lagerstätten von Mangan- und Eisenerz. Diese werden dort bereits seit mehreren Jahrzehnten gefördert, was zu einer erheblichen Verschmutzung des Donbas beiträgt.

### Untergrund
Südlich des Moskauer Beckens erstreckt sich ein Gebiet hoher Lage des präkambrischen Untergrundes (Woronescher Massiv ⑦) mit Eisenerzlagerstätten und der bekannten Kursker erdmagnetischen Anomalie. Das Präkambrium ist hier durch stark gefaltete, metamorphe Gesteinsmassen mit Granitmassiven vertreten, die am Don bei der Pawlowsk zutage treten. Das Präkambrium wird diskordant (nicht-zusammenhängend) von devonisch, sandig-tonigen Serien und Kalken überlagert, über denen Jura, Kreide und alttertiäre Ablagerungen folgen. Weiter südlich liegt das Podolische-Asowsche Massiv, das sich von der Westukraine bis zum Asowschen Meer zwischen Dnepr und Dnestr erstreckt. Es besteht aus archaischen Graniten und Gneisen mit nordwest-südöstlich streichender Faltung. Gesteine algnokischen Alters, ähnlich denen, die das Woronescher Massiv zusammensetzen, treten im Krywbass auf, wo sie reiche Eisenerzlagerstätten enthalten. Diese Schichten sind genau wie beim Woronescher Massiv nord-südlich gefaltet. Zwischen beiden Massiven liegt die Dnepr-Donez-Senke, die sich im Bezirk Oblast Tschernihiw schließt und dem Kaspischen Meer bis zur Halbinsel Mangyschlak fortsetzt.
Im Osten der Ukraine befindet sich das Donezbecken. Die Senke enthält in ihrem südlichen Teil die Donze-Faltenkette, die aus karbonischen und permischen Schichten von großer Mächtigkeit bestehen (15.000 m); nach Norden klingen die Falten allmählich aus, und in östlicher Richtung verbinden sie das Donez-Becken mit den Faltenketten von Mangyschlak (Russland). Im westlichen Flügel der Senke (Isjum, Romny) sind Erscheinungen der Salztektonik mit Erdöllagerstätten entwickelt. Den größten Teil der Ablagerungen bilden karbonische Schichten (12.000 m), die aus Tonschiefern, Sandsteinen, Kalken und Steinkohleflözen bestehen. Über ihnen liegen Dolomite, Gipse und Salze der Permformation (Bachmut). Alle diese Schichten sind zusammen in lang ausgezogenen, einfachen Falten gepresst, die Südvergenz zeigen und stark in sich verworfen sind. Die Brüche halten Ergüsse ultrabasische Eruptiva zur Folge. Im Zentralen Teil des Donezbeckens kommen Quecksilber- und Wismuterze im Gebiet der Nagolny-Berge in der Oblast Luhansk vor.
Schichten des Jura überlagern diskordant Perm und Trias und zeigen kuppelförmige Aufwölbungen. Sie bestehen in ihren unteren Teilen aus Tonen, eisenhaltigen Sandsteinen und Kalken. Durch eine Reihe von Bohrungen sind die jurasischen Schichten und weiter nördlich Störungszonen (Charkiw, Romny) aufgeschlossen. Die Ablagerungen der Oberkreide bildende eine Mulde zweiter Ordnung, die sich zwischen den Donez-Falten und dem Woronescher Massiv hinzieht. Sie bestehen hauptsächlich aus Kreide. Die ganze Senke ist mit Ausnahme des Donez-Beckens von alttertiären Sanden, Sandsteinen und Tonen bedeckt.
Die Schwarzmeer-Senke nimmt den gesamten Raum zwischen dem Podolisch-Assowschen Massiv und den Donez-Falten einerseits und der Krim und dem Kaukasus andererseits ein. Im Nordwesten verschmilzt sie mit der karpatischen Randsenke des Dnestr- und San-Beckens. Die Schichtfolgen liegen in ihr fast horizontal. Beide Senken werden von jungtertiären Ablagerungen bedeckt, die westlich der Straße von Kertsch in der Hauptsache aus miozänen Kalken, Muschelbänken und Tonen sowie pliozänen Muschelbänken und Sanden bestehen. Östlich der Straße von Kertsch sind jungtertiäre Meeresablagerungen ausgebildet, die sich aus mächtigen Tonen zusammensetzen und am Nordabhang des Kaukasus Erdöllagerstätten einschließen.

## Klima

Klimazonen

Der größte Teil der Ukraine fällt in die gemäßigte warme Klimazone, die Krim weist subtropisch feuchtes Klima auf. Der Norden und Nordosten des Landes unterliegt oft dem Einfluss des Kontinentalklimas, mit strengen Wintern und relativ warmen Sommern. Im Steppengebiet können die Sommer trocken und heiß sein, in solchen Perioden treten Staubstürme, sogenannte Sutschowij, auf. Das Bergland der Krim und in den Karpaten ist das Gebiet mit dem höchsten Niederschlag.
Die Temperaturen sinken im Winter bis zu −22 °C. Im Sommer liegt die Temperatur zwischen 17 und 25 °C
| Monate:   | Jan | Feb | Mär | Apr | Mai | Jun | Jul | Aug | Sep | Okt | Nov | Dez |
| Regentage | 18  | 18  | 16  | 11  | 13  | 11  | 13  | 12  | 8   | 10  | 15  | 19  |

Die Niederschläge sind im Norden und Westen am höchsten und nehmen nach Osten und Südosten ab. Die Durchschnittstemperaturen im Norden des Landes betragen in Kiew am Fluss Dnepr −7 °C im Januar und 20 °C im Juli. Die Niederschläge belaufen sich im Jahresmittel auf 685 mm, in den Waldkarpaten können sie bis auf 1600 mm ansteigen. Die teilweise sehr kalten Winter fallen an der Schwarzmeerküste weniger extrem aus. Auch die Sommertemperaturen erhöhen sich nach Süden und betragen auf der Krim 23 °C im Juli.
Das Land lässt sich in fünf Klimazonen aufteilen. Die Bergregion um die Karpaten (im Südwesten), das Küstengebiet (im Südwesten und Süden), die Sumpfgebiete (im Nordwesten), die gemäßigten Zonen im zentralen Westen (Waldsteppen und Steppengebiete) und die Steppengebiete im Osten. Das Krimgebirge im Süden unterscheidet sich klimatisch, wird jedoch nicht als eigene Klimazone angesehen. Der Einfluss durch das Schwarze Meer macht sich nur hier bemerkbar, wo annähernd subtropisches Mittelmeerklima auftritt.

## Flusslandschaft

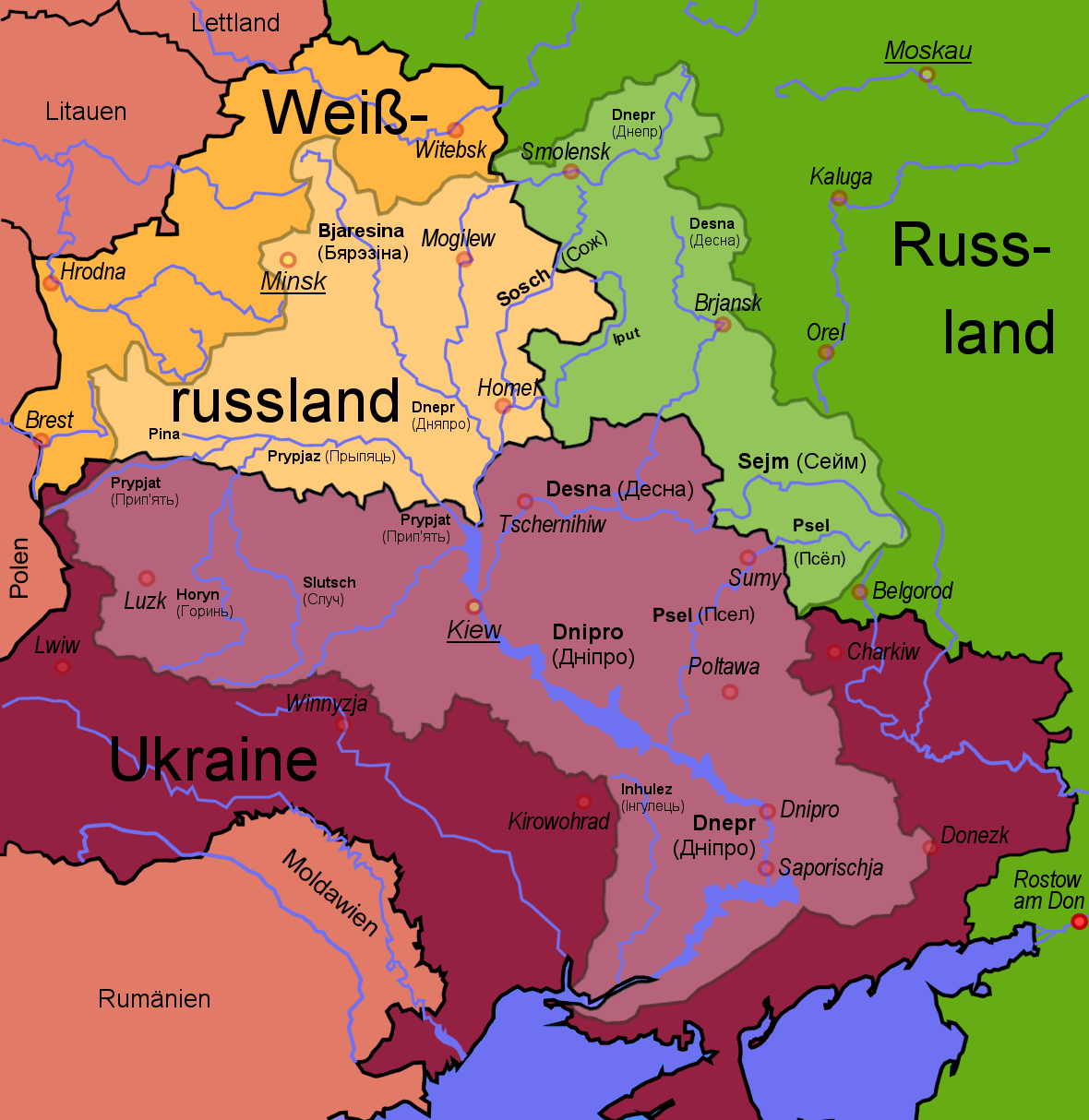
Das Dnepr-Becken mit seinen Zuflüssen

Von Norden nach Süden, mit einem großen sich nach Osten weit ausbuchtenden Bogen südlich der Hauptstadt, durchteilt der Dnepr das Land in zwei fast gleich große Hälften. Er ist mit einer Länge von 2285 km, nach der Wolga und der Donau, der drittlängste europäische Strom.
Der Strom diente schon in früheren Zeiten als Wasserweg und Fernhandelsroute. Im allgemeinen ukrainischen Sprachgebrauch werden die östlich des Stromes liegenden Gebietes als „linksufrig“, die westlich gelegenen Gebiete als „rechtsufrig“ bezeichnet. Ab 1932 wurde der Strom begradigt und die Stromschnellen wurden entzerrt. Zudem entstanden nach dem Zweiten Weltkrieg einige Stauseen.
Ein dichtes Flechtwerk von Wasserläufen bilden die Zuflüsse zum Dnepr-Becken. Von Westen her wird er durch den Prypjat, im Norden den Bjaresina, im Nord-Osten durch Desna und Sosch, im Osten durch den Psel gespeist. Durch übermäßige schwerindustrielle Nutzung ist der sogenannte Dniprobogen heute ausgetrocknet und verschlammt. Im Süden mündet der Hauptstrom der Ukraine ins Schwarze Meer.
Die ehemaligen Stromschnellen trugen zur Namensgebung eines Gebietes im Süden bei. Das Gebiet bekam den Namen „Hinter den Schwellen“ (ukr. Zaporizzja, russ. Zaporoze). Heute erinnert daran die gleichlautende Großstadt Saporischschja.

## Küsten
Die Ukraine liegt an zwei Meeren, dem Schwarzen Meer und seinem Nebenmeer, dem Asowschem Meer. Die Küstengebiete und das Klima unterscheiden sich. Die Länge der Küste beträgt 2782 km. Das Schwarze Meer liegt im Süden der Ukraine. Es friert nur am Nordufer für kurze Zeit zu. Der Dnepr verbindet das Meer mit den Nordwestbezirken des Landes. Die West- und Nordküste ist mit Ausnahme des südlichen Krim-Ufers nicht hoch und an den Flussmündungen (Donau, Dnestr, Dnepr) ganz niedrig.
Die Küste weist einige Besonderheiten auf. So sind kleinere Inseln vor der Küste selten, ebenso gibt es kaum Buchten. Die Flüsse bilden sogenannte Limane, welche lagunenartigen Seen gleichen. Limane sind vom Meer überflutete Flussunterläufe, welche durch Sandnehrungen abgetrennt sind. Viele dieser Limane, wie der Sywasch, weisen eine hohe Konzentration an Salzen auf, und ihr Schlamm wird für Heilzwecke verwendet.
In den oberen Wasserschichten des Schwarzen Meeres leben viele Tiere, in den unteren Wasserschichten dagegen kaum. Über die Ursache dieses Phänomens ist sich die Wissenschaft uneins. Der Salzgehalt des Asowschen Meeres beträgt im durchschnittlich 11 ‰, in den südlichen Teilen jedoch oft nur 2–4 ‰. Der Wasserspiegel des kleinen Meeres schwankt, im Mittel jährlich um bis zu 30 cm. Das zeitweise Absinken des Wasserspiegels wird durch auftretende Winde erklärt. Im Winter friert es 2–4 Monate im Jahr zu.
Die östliche Schwarzmeer- und die südliche Krim-Küste zeichnen sich durch eine bedeutende Höhe aus. An der ganzen Flachlandküste des Schwarzen Meeres gibt es nur wenige gute Buchten, so dass hier die Häfen künstlich angelegt sind, von denen der größte Odessa und der nächste Mykolajiw ist. An den Hochküsten dagegen befinden sich große Buchten bei Sewastopol und Noworossisk, und offenere Buchten sind bei Jalta, Feodossija und Batumi vorhanden. Die Fauna des Meeres ist arm, da das Wasser von 200 m Tiefe an durch Schwefelwasserstoff verseucht ist und kein organisches Leben aufweist. Es kommen Skumbria (Makrele), Seebarbe, Meeräsche und Scholle vor.
Das Ufer im Asowschen Meer ist überwiegend flach, im Süden aber steil. Im flachen Teil des Meeres befinden sich die Arabat-Nehrung, die Fedotowa-Nehrung und die Berdjansk-Nehrung. Der Sywasch, auch „Faules Meer“ genannt, und die Obytitschna Zatoka bilden zwei größere Limane. Sie sind durch schmale Zugänge mit dem Meer verbunden oder sind von Sandinseln (Nehrungen) vom Asowschen Meer getrennt. Das Asowsche Meer ist durch die Straße von Kertsch mit dem Schwarzen Meer verbunden. Die geringe Tiefe des Asowschen Meeres ist für die Schifffahrt ungünstig, und die Schiffe müssen die Ladearbeiten weit von der Küste entfernt vornehmen. Im Winter friert das Meer für 2 1/2 bis 3 Monate zu. Das Asowsche Meer ist fischreich (in der Hauptsache mit Krim-Anschovis und Hering).

## Human-Geographie
In der Ukraine leben verschiedene kleine Völker und Volksgruppen. In der Nähe von Kuty leben die Huzulen.
In Kossiw befindet sich ein Zentrum des kusulischen Handwerks. Folgt man dem Pruth und durchquert das Gebiet der Huzulen gelangt man in die Bukowina. Der Pruth durchfließt die Kreisstadt Kolomyja, die historische Hauptstadt von Pokutien. Weiterhin breitet sich das Gebiet entlange des Tscheremosch-Flusses aus. Das Gebiet Pokutien wird durch den Fluss Pruth in eine nördliche und eine südliche Hälfte geteilt.
Die nördliche Hälfte von Pokutien ist durch eine Mittelgebirgslandschaft gekennzeichnet, deren bergige Ausläufer als Wiesen und Felder genutzt werden. Der südliche Teil ist eine Hochgebirgslandschaft der östlichen Waldkarpaten und wird deshalb als „Huzulenland“ bezeichnet, denn es ist das Hauptsiedlungsgebiet der Huzulen.
Der höchste Gipfel dieser reich bewaldeten Bergwelt ist die Howerla (2061 m). Dieser kuppelförmige Berg ist für die Huzulen heilig. Am Fuße dieser Erhebung haben viele Flüsse ihre Quelle (der Pruth, die Weiße Theiß, die mit der Schwarzen Theiß zusammen fließt und als Theiß den größten Zufluss zur Donau bildet).
Geographisch trifft auf diesem nicht sehr großen Terrain die Podolische Platte mit ihren Steppen auf das Karpatenvorland. Pokutien zwängt sich als spitzer Keil ins Gebirge hinein, dessen Ränder von Pruth und Tscheremosch gebildet werden.